# Johann Andreas Pfeffel

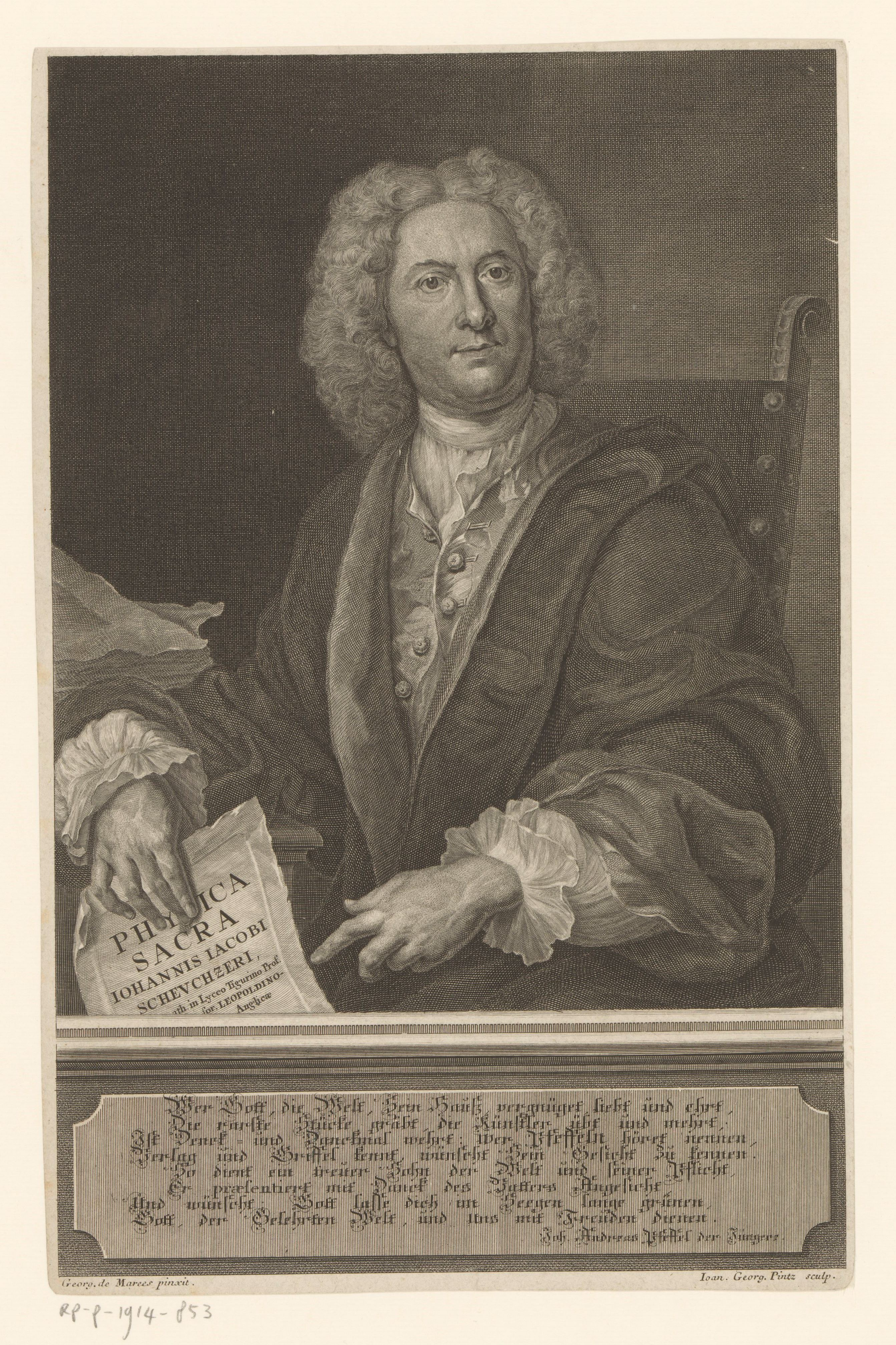
Johann Andreas Pfeffel

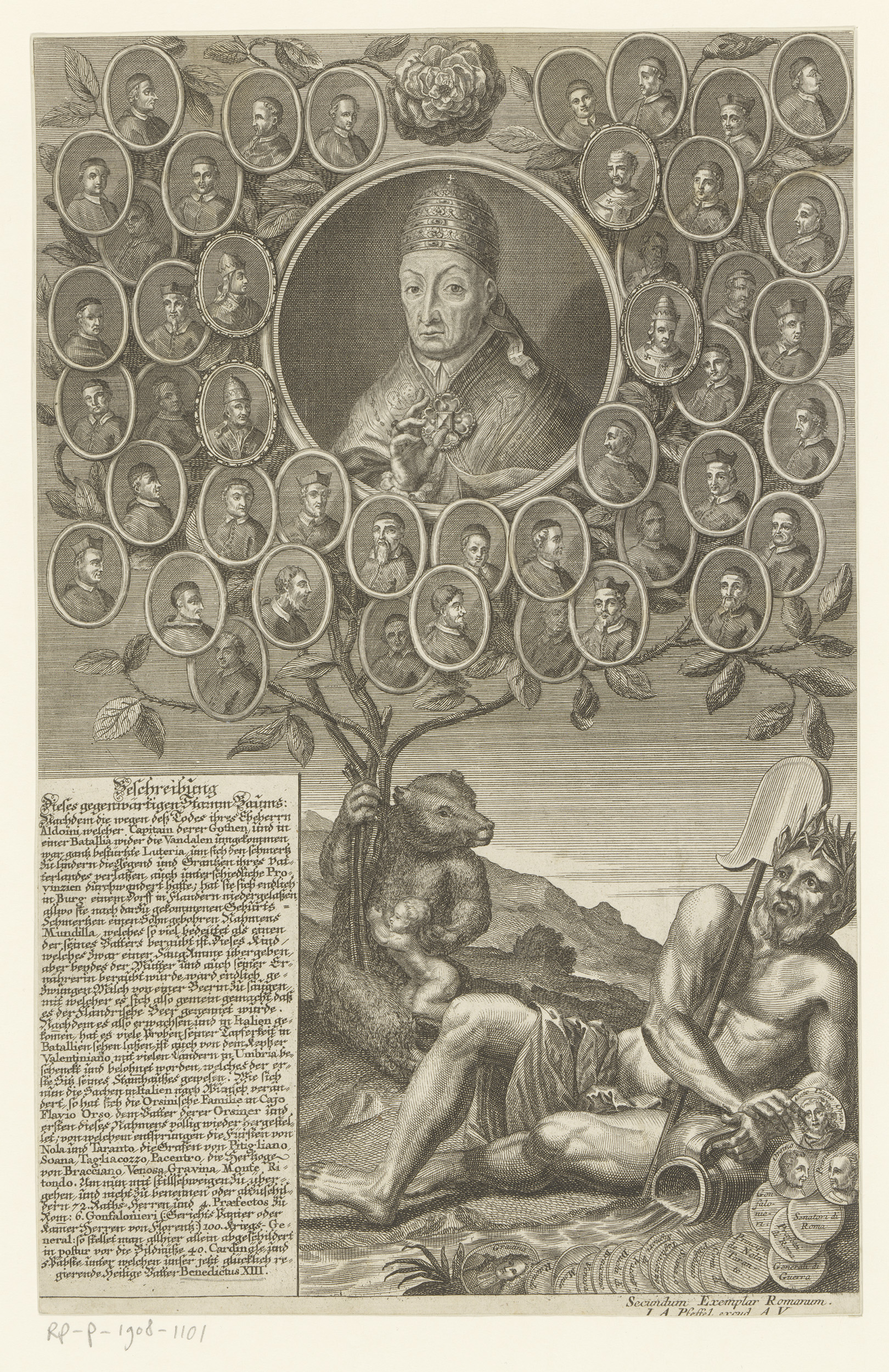
Kupferstich Stammbaum Benedictus XIII

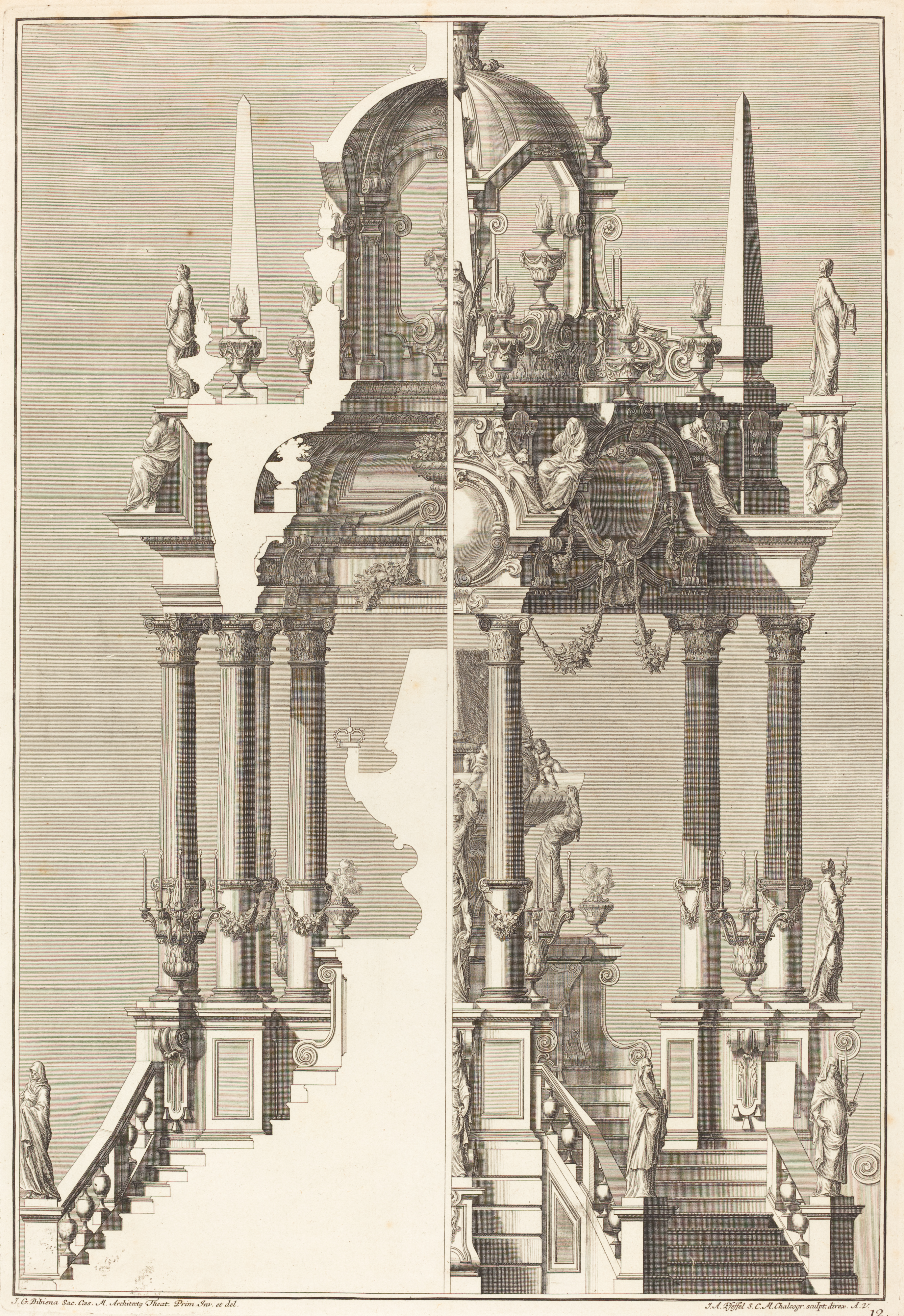
Kupferstich nach Giuseppe Galli Bibiena

Johann Andreas Pfeffel (* 1674 in Bischoffingen; † 1748 in Augsburg) war ein deutscher Kupferstecher und Kunstverleger.

## Leben und Werk
Johann Andreas Pfeffel zeigte früh Talent für die Kupferstechkunst. Seine Ausbildung erhielt er an der kaiserlichen Akademie der bildenden Künste in Wien. Er beschäftigte sich sowohl mit der Grabstichel als auch mit der Schab- oder Schwarzkunst und stellte in Wien mehrere große Porträts sowie allegorische Blätter her. Eingehend auf den Geschmack seiner Zeit entwickelte er eine vielfältige Tätigkeit in allerlei Unternehmungen, die er mit der Zeit immer mehr erweiterte. Er erhielt in Wien den Titel eines k. k. Hofkupferstechers, blieb aber nicht in dieser Stadt, sondern ließ sich 1711 gemäß einem bereits früher gefassten Plan in Augsburg nieder. Dort gründete er mit Christian Engelbrecht eine Kunsthandlung.
Diese Kunsthandlung erlangte einen bedeutenden Ruf und florierte bald, da die Unternehmer neben dem Sortimentsgeschäft für einzelne Kunstartikel zugleich eine Verlagsanstalt von Kunstblättern bildeten. Zahlreiche Werke, darunter mehrere sehr großen Maßstabs, gingen aus dieser Werkstätte hervor. Bildnisse zeitgenössischer Persönlichkeiten, politische und Zeremonialereignisse, Theaterszenen, Ansichten berühmter Orte, große Thesen auf kirchlichen Weihen, theologische und philosophische Disputationen, Sammlungen von Heiligenbildern für den Gebrauch des Volkes und der Schulen, Kunstbücher, Ornamente und dergleichen wurden herausgegeben. Auch die reich mit Kupfern begleitete, zu ihrer Zeit berühmte Bibel Physica Sacra von Johann Jakob Scheuchzer erschien 1731–1735 in diesem Verlag.
Pfeffel gibt somit durch die Vielzahl jener Artikel ein Zeugnis vom Geschmack seiner Zeit. So knüpft sich, wenn auch die technische Arbeit des Kupferstichs etwas breit zu nennen ist, indem er auch von anderen Künstlern wie Johann Evangelist Holzer manches arbeiten ließ, ein historisches Interesse an seine Arbeiten, andererseits ist auch ein gewisser Ideenreichtum in ihnen, besonders in den großen Theaterdekorationen nach Bibiena, zu bemerken. Außer den Bildnissen von Kaiser Karl VII., Kaiser Franz I., Erzherzog Joseph, König Georg II. von England, Maximilian III. Joseph, Kurfürst von Bayern, Prinz Eugen von Savoyen, König Friedrich I. von Preußen  u. a. sind folgende Werke interessant:
- 14 Blatt große und kleinere Ansichten von Prag nebst den Feierlichkeiten des Einzugs und der Krönung Maria Theresias als Königin von Böhmen 1743
- 4 Blatt des Großen Redoutensaals  der Wiener Hofburg bei der Vermählung der Erzherzogin Maria Anna nach Bibiena
- 9 Blatt Operndekorationen bei Vermählung des Kronprinzen Friedrich August von Sachsen und Polen, ebenfalls nach Bibiena
- 30 Blatt große Theaterdekorationen, meist für das Dresdner große Opernhaus bestimmt, nach Bibiena
- 24 Blatt große Ansichten des Inneren und Äußeren von Florenz und dessen bedeutendsten Gebäuden, wobei viele abgebildete Festlichkeiten ein merkwürdiges Bild der dortigen Volkstümlichkeit geben, nach Fr. Zucchi
- 5 Blatt große Katafalks des Kaisers Leopold I.
- eine große Brücke in Katalonien und der Montserrat

Pfeffel verlegte auch das Werk Prospecte und Abriße einiger Gebäude in Wien … des fränkischen Künstlers Johann Adam Delsenbach, der im Zeitraum zwischen 1710 und 1721 öfters in Wien weilte. Als Delsenbach 1721 wieder nach Nürnberg zog, beauftragte Pfeffel Salomon Kleiner, sich nach Wien zu begeben, um die hauptsächlich nach Zeichnungen des österreichischen Architekten Joseph Emanuel Fischer von Erlach begonnene Vedutenserie fortzusetzen. Pfeffel hatte nämlich durch die von ihm herausgegebenen und zu seiner Zeit sehr geschätzten Vedutenserien einen gewissen Ruhm erlangt. Er verlegte nicht nur das Werk mit den Wiener Veduten, sondern wirkte daran auch als Stecher mit; den Großteil der Stiche führte aber Johann August Corvinus aus.
Pfeffels gleichnamiger Sohn Johann Andreas Pfeffel (1715–1768) wurde ebenfalls Kupferstecher.